# Colloredo di Monte Albano
Colloredo di Monte Albano ist eine Gemeinde in der italienischen Region Friaul-Julisch Venetien mit 2177 Einwohnern (Stand 31. Dezember 2023).
Colloredo di Monte Albano grenzt an die Gemeinden Buja, Cassacco, Fagagna, Majano, Moruzzo, Pagnacco, Rive d’Arcano, Treppo Grande und Tricesimo.

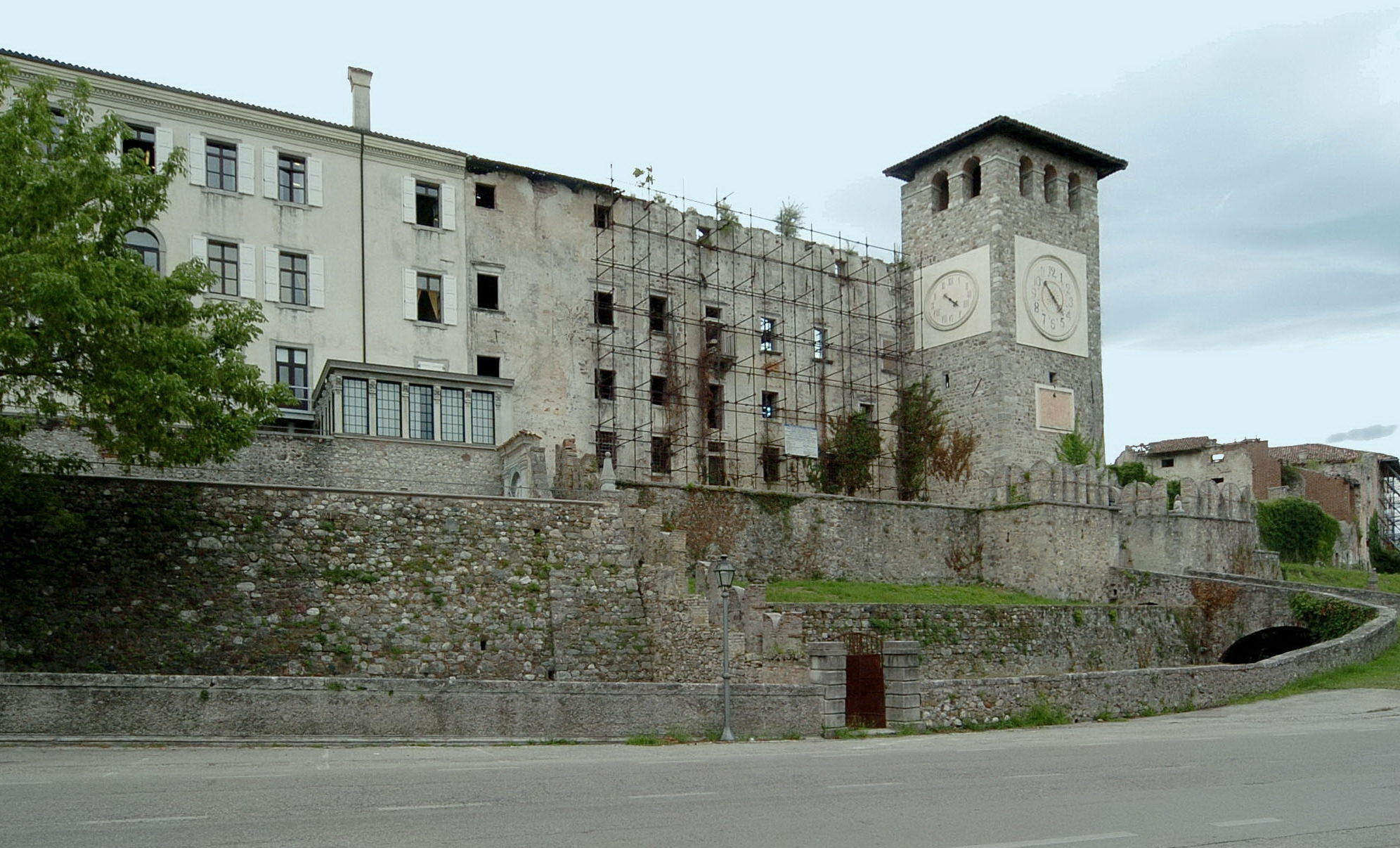
Schloss im Ortszentrum

## Persönlichkeiten
- Leandro Colloredo (1639–1709), Kardinal der Römischen Kirche